# Stazione di Bornate-Rondò
La stazione di Bornate-Rondò era una fermata ferroviaria della linea Grignasco-Coggiola.

## Storia
Bornate venne raggiunta dalla ferrovia nel 1908 e la fermata venne inaugurata in concomitanza all'attivazione della ferrovia il 10 maggio dello stesso anno.
Il 9 febbraio 1935 venne dismessa a causa della chiusura della linea.
In seguito l'intera fermata venne demolita; al 2016 non risulta più esistere alcuna vestigia della stessa.

## Strutture e impianti
La fermata disponeva di un binario servito da una banchina.
La fermata era dotata di un fabbricato viaggiatori a pianta rettangolare sviluppato su due piani. Accanto ad esso era posto un edificio di piccole dimensioni, sviluppato su un solo piano, che ospitava i servizi igienici.

## Movimento
Il servizio viaggiatori era effettuato dalla società Ferrovia della Val Sessera (FVS).

## Interscambi
Fino al 1933 era presente un interscambio con la tranvia Vercelli-Aranco.